# Jimmy Gómez
Jimmy Gómez (* 25. April 1992) ist ein ecuadorianischer Leichtathlet, der sich auf den Hindernislauf spezialisiert hat.

## Sportliche Laufbahn
Erste internationale Erfahrungen sammelte Jimmy Gómez im Jahr 2023, als er bei den Südamerikameisterschaften in São Paulo in 9:32,48 min den achten Platz über 3000 m Hindernis belegte. Zuvor verbesserte er den ecuadorianischen Landesrekord in Guayaquil auf 8:57,0 min.
2023 wurde Gómez ecuadorianischer Meister im 3000-Meter-Hindernislauf.

## Persönliche Bestleistungen
- 3000 Meter Hindernis: 8:47,0 min, 27. Mai 2023 in Guayaquil